# الزوايدة (فلسطين)
الزوايدة بلدة فلسطينية تقع جنوب غرب مدينة القدس وسط قطاع غزة، وتقع إداريًا ضمن محافظة دير البلح، وقعت تحت الاحتلال الإسرائيلي بعد حرب 1967.

## الجغرافيا
تقع مدينة الزوايدة إلى الشمال الشرقي من مدينة دير البلح، وإلى الغرب من مخيم المغازي. وتبلغ مساحتها وفق المخطط الهيكلي عام 1998 حوالي 7000 دونمًا.
بلغ عدد سكانها وفق الجهاز المركزي للإحصاء الفلسطيني في عام 2017 حوالي 23,841 نسمة.